# Dent d'Hérens
La dent d'Hérens (4 171 ou 4 173 m) est un sommet des Alpes valaisannes, situé à l'ouest du Cervin sur la frontière italo-suisse. La voie la plus courante pour son ascension part du refuge Aoste (2 781 m) que l'on atteint du côté italien via le lac de Place-Moulin (1 950 m).

## Toponymie
La légende dit que la dent d'Hérens a été mal nommée par un moine qui était chargé de réaliser une carte de la région. Le versant nord est en effet couvert de neige et de glace et devait ainsi s'appeler la « dent Blanche ». Mais le moine intervertit le nom prévu pour l'actuelle dent Blanche avec la dent d'Hérens. Cette dernière est également plus éloignée du val d'Hérens que la dent Blanche.
De fait, la dent d'Hérens a bel et bien été nommée « dent Blanche » durant une longue période. En 1682, Antoni Lambien plaça le Weisszahnhorn (la « dent blanche ») à l'ouest du Cervin. Elle devint la « dent Blanche » dès 1820 mais la confusion liée à l'imprécision des cartes et aux différentes dénominations selon les cartes et les traditions fit que l'on échangea les noms vers 1850 pour aboutir au nommage actuel.
Cependant, l'Office fédéral de topographie affirme que l'appellation Weisszahnhorn servait probablement à définir une région de haute montagne et non un sommet précis. Il dit également qu'il est difficile de dire si une erreur a effectivement été commise ou non lors de la publication de la carte Dufour.

## Alpinisme

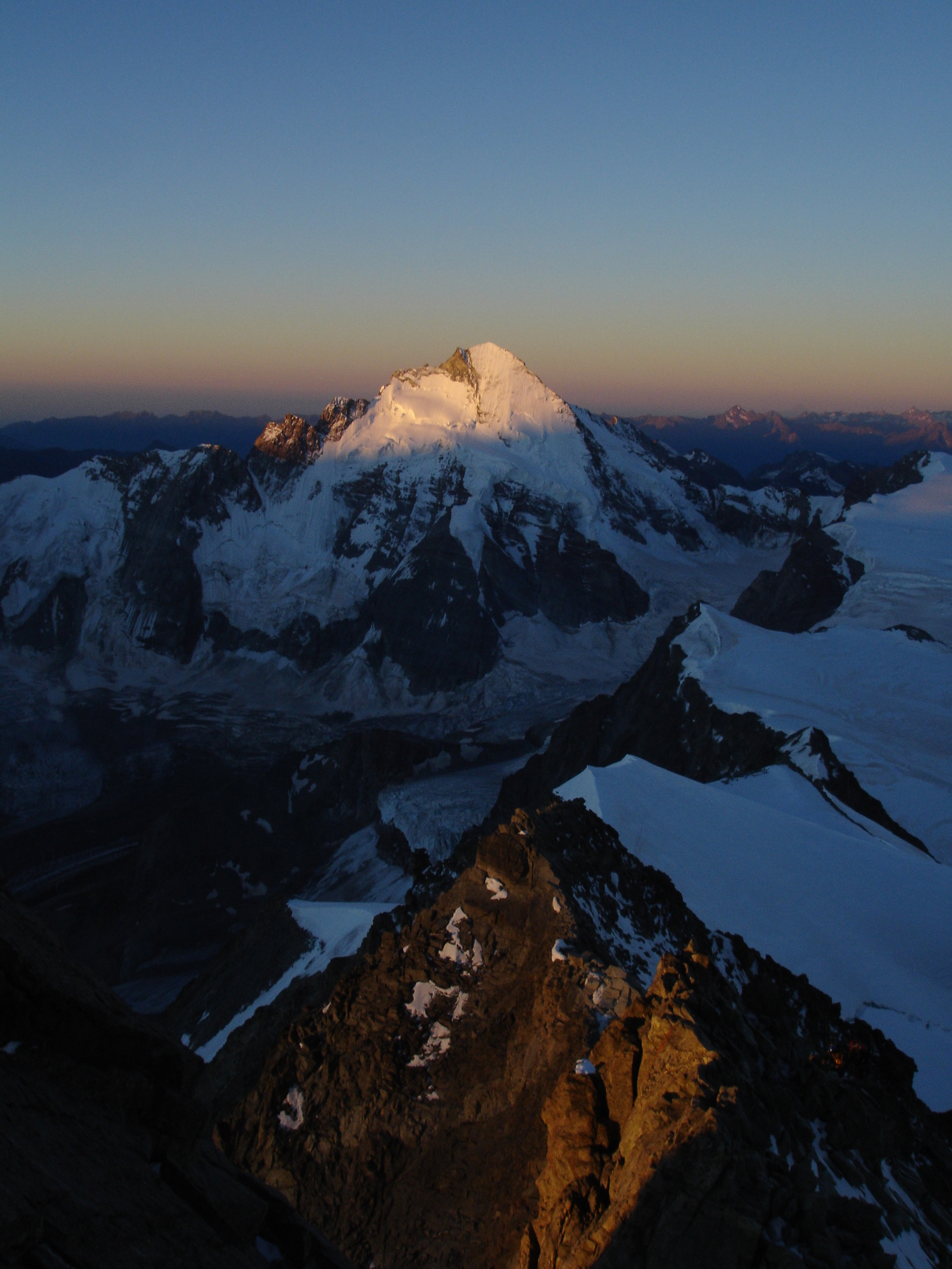
La dent d'Hérens, vue depuis l'arête sud de la dent Blanche.

La première ascension remonte au 12 août 1863 par Florence Crauford Grove, William Edward Hall, Montagu Woodmass et Reginald Somerled Macdonald avec Peter Perren, Jean-Pierre Cachat et Melchior Anderegg.
Quelques jours plus tôt, Edward Whymper, Jean Antoine Carrel et Luc Meynet avaient tenté de vaincre le sommet mais ils durent abandonner car la voie prévue était trop périlleuse avec de la roche instable. Whymper regretta par la suite de ne pas avoir choisi un chemin empruntant le glacier des Grandes Murailles et le versant sud-ouest, comme l'expédition d'Anderegg. Il écrivit : « C'était la seule montagne des Alpes que j'avais essayé de gravir, qui ne m'est pas revenue en premier tôt ou tard. Notre échec fut une honte. »
En 1865, Whymper réussira à gravir le premier le Cervin, ce qui effacera en partie son échec de la dent d'Hérens.
Le premier parcours de « l'arête frontière est » a été effectué par Guido Rey avec J.B. Perruquet, Aimé Maquignaz et Ange Maquignaz, en 1898.
La première ascension en hiver fut réalisée par M. Piacenza, J. J. Carrell et G. B. Pellissier le 16 janvier 1910.
La première traversée de la face nord jusqu'à « l'arête est » a été menée à bien par George Ingle Finch avec T.G.B. Forster et R. Peto, le 2 août 1923.
La face nord, une paroi de 1 300 mètres, fut gravie pour la première fois par le duo formé par Willy Welzenbach et Eugen Allwein le 10 août 1925.
La voie nord en hiver resta invaincue jusqu'à ce qu'une expédition allemande (Gerhard Deves et Leo Herncarek), polonaise (Jerzy Hajdukiewicz et Krzysztof Berbeka) et suisse (Eckhart Grassmann, Pierre Monkewitz et Dieter Naef) réussisse cette ascension entre le 14 et le 17 mars 1964. Mais les alpinistes durent être secourus lors de la descente. L'un d'entre eux fit une chute de 200 mètres et les autres blessés restèrent coincés dans la montagne durant quatre jours. Berbeka décéda plus tard à l'hôpital, Herncarek et Naef durent être amputés.